# 3.ª Escuadrilla Aeronaval de Caza y Ataque
La 3.ª Escuadrilla Aeronaval de Caza y Ataque (EA33) fue una unidad táctica de la Aviación Naval de la Armada Argentina creada con una dotación de cazabombarderos McDonnell Douglas A-4Q Skyhawk, comprado en Estados Unidos en 1970, operando con el portaaviones ARA Veinticinco de Mayo (POMA). Fue galardonada con un reconocimiento al "Honor al Valor en Combate" por sus operaciones en las islas Malvinas.

## Historia
En 1970, la Armada Argentina compró un lote de 16 aviones de ataque A-4B Skyhawk de la Armada de los Estados Unidos. La empresa Tulsa Rework Facilities, subsidiaria de McDonnell Douglas, llevó a cabo una adecuación. El avión resultante fue designado «A-4Q». Los pilotos de la escuadrilla entrenaron con los A-4B de la Fuerza Aérea Argentina y los Estados Unidos. En 1971, el portaaviones ARA Veinticinco de Mayo viajó al país norteamericano para embarcar los nuevos aviones con sus equipos y personal. Regresó a Argentina el 3 de marzo de 1972. Los entrenamientos de apontaje iniciaron en julio del mismo año y el primer catapultaje fue el 16 de agosto del mismo año.
Durante los preliminares de la Operación Soberanía de 1978, los A-4Q se desplegaron en la Base Aeronaval Almirante Zar, Trelew. Después embarcaron en el Veinticinco de Mayo. Para diciembre de 1978, los aviones de la 3.ª Escuadrilla habían interceptado dos veces aviones chilenos que, vigilaban los movimientos de la flota argentina.

## Guerra de las Malvinas

### Estado de la 3.ª Escuadrilla cuando el conflicto

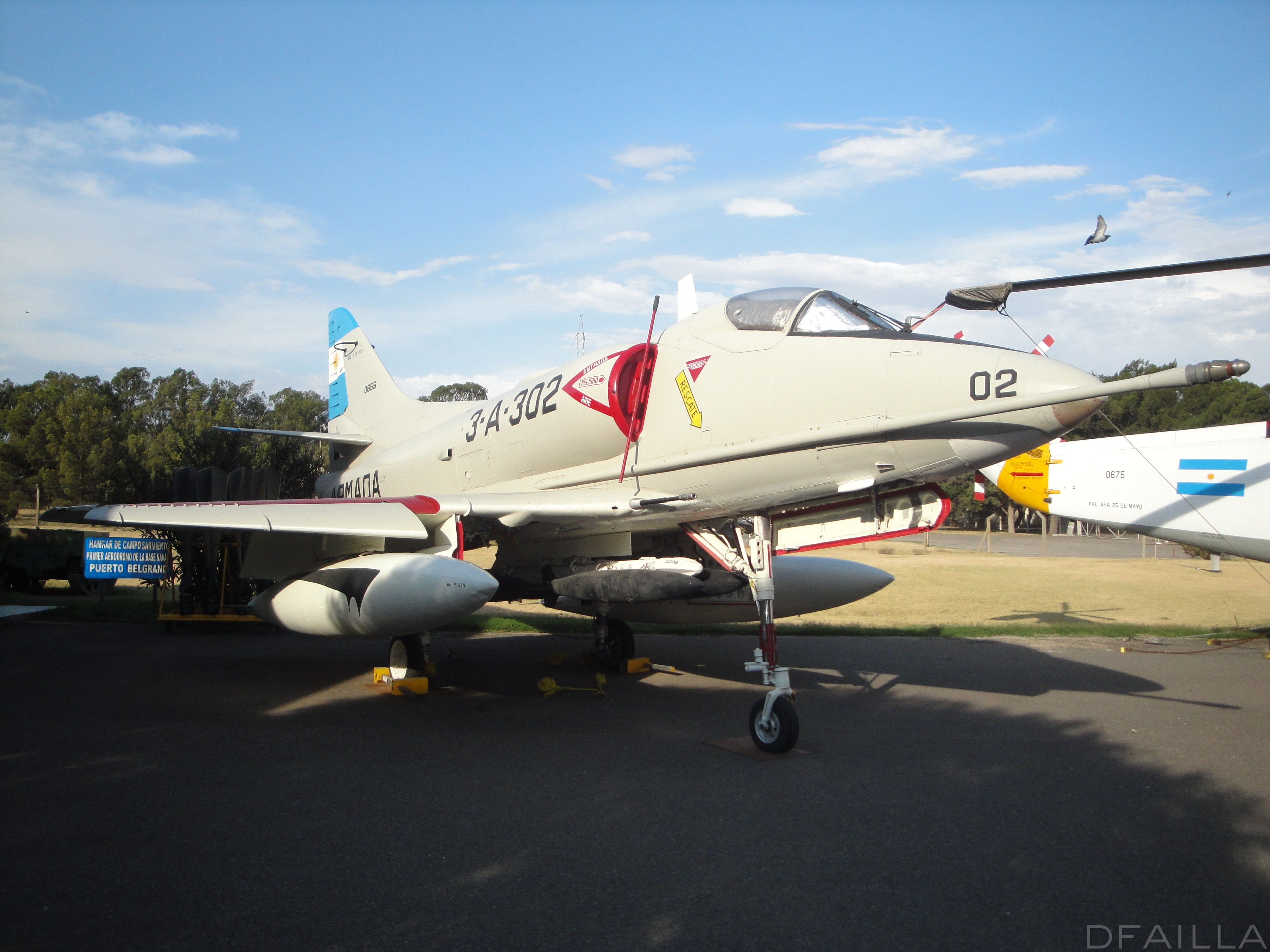
A-4Q Skyhawk de la 3.ª Escuadrilla.

Al inicio de la contienda, la 3.ª Escuadrilla contaba con ocho aviones A-4Q Skyhawk y su comandante era el capitán de corbeta Rodolfo Castro Fox. El 29 de marzo habían embarcado tres aviones en el portaaviones ARA Veinticinco de Mayo, sumándose al Grupo Aeronaval Embarcado. No participaron en la Operación Rosario por no ser necesario y regresaron a la Base Aeronaval Comandante Espora el 6 de abril.
El Reino Unido envió una Fuerza de Tareas a desalojar a los argentinos de las islas Malvinas. En el marco de la Fuerza de Tareas 80, se dispuso a la 3.ª Escuadrilla Aeronaval de Caza y Ataque con sus ocho A-4Q en el Grupo de Tareas de Ataque 80.3. La misión del GT 80.3 fue neutralizar unidades de superficie británicas, para contribuir al desarrollo de las operaciones aeronavales en el Teatro de Operaciones Atlántico Sur. Las prioridades a atacar fueron los portaaviones, los buques logísticos, los de transporte y misilísticos. La 3.ª Escuadrilla constituyó la Unidad de Tareas 80.3.2, al mando de Castro Fox. Las tareas de la unidad fueron: guerra antisuperficie, reconocimiento armado e interdicción aérea a blancos terrestres.
Los KC-130H Hércules de la Fuerza Aérea Argentina dieron reabastecimiento en vuelo a los Super Étendard y A-4Q.
Debido a que los buques británicos a batir estaban muy lejos de las bases y los aviones debían volar rasante 100 millas náuticas antes de llegar al blanco, se necesitó que los pilotos practicaran la maniobra de reabastecimiento en vuelo. Por lo que el 10 y 17 de abril un KC-130 acudió a la Base Comandante Espora para que todos los pilotos practicaran maniobras de reabastecimiento en vuelo hasta alcanzar un nivel aceptable.
Para fines de abril de 1982 la unidad estaba lista para embarcar en el portaaviones. Entre el 6 y 17 de abril la unidad incorporó cinco pilotos de A-4Q que estaban desafectados, alistó cinco aviones llegando al máximo nivel operativo: ocho aviones, se adiestró para realizar operaciones en condiciones diurnas, en el polígono de isla Verde, ejercitaron en lanzamiento a baja altura de armas retardadas en reguero, se entrenaron todos los pilotos en práctica en tierra de aterrizaje en portaaviones y en maniobras de combate aéreo.
El armamento de los A-4Q se constituía por dos cañones Colt Mk 12 de 20 mm con 100 proyectiles cada uno y hasta 2724 kg de armas en tres soportes, dos alares y uno ventral. En esos soportes podían portar bombas Mk 70, Mk 76, Mk 77, Mk 81, Mk 82, Mk 83, Mk 86, lanzacohetes LACO 7, LACO 9, LAU-10A, LAU-68/131, LAU-69A, misiles aire-aire AIM-9 Sidewinder, pod de reabastecimiento en vuelo Sargent-Fletcher 31-300 y/o pod de cámaras fotográficas VICON 18.

### Las operaciones desde el portaaviones

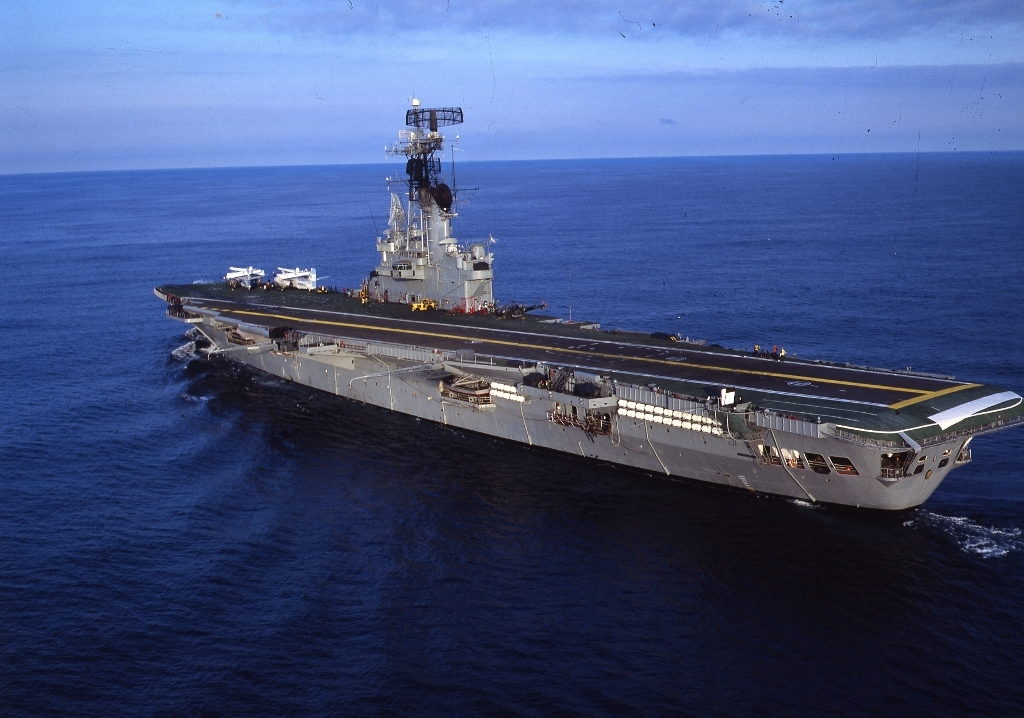
Portaaviones ARA Veinticinco de Mayo

El 18 de abril los ocho y aviones y once pilotos embarcaron en portaaviones. Realizaron ejercitaciones de ataque a destructores Tipo 42 y guiado de aviones con S-2E Tracker. Simularon ataques conjuntos con aviones de la FAA e interceptaciones a «atacantes» de la FAA, provenientes de aeródromos en tierra.
La unidad desembarcó el 26 de abril, para incorporar en dos de sus aviones equipos de navegación VLF Omega, y receptores de sonoboyas en otros dos, para mejorar el guiado de aviones y la navegación. El 28 de abril volvió a embarcar en el Veinticinco de Mayo que se incorporó a la Fuerza de Tareas 79.
Durante la navegación se montó guardia de interceptor listo en cubierta (ILC) con dos aviones listos para despegar en cinco minutos, para ataque antisuperficie con cuatro aviones con seis bombas Mark 82 cada uno, un avión lanzador de chaff a 30 minutos de alerta, y el último configurado para dar reabastecimiento en vuelo. Los 12 pilotos se organizaron en dos grupos de seis para cubrir guardia.
El 1 de mayo a las 15:30 horas, por haber contactos desconocidos en el radar aéreo, decolaron los ILC e interceptan bombarderos Canberra del Grupo 2 de Bombardeo de la FAA que volvían de las Malvinas.
Dados los contactos de la Escuadrilla Aeronaval Antisubmarina durante el 1 de mayo, el comandante de la Fuerza de Tareas 79 ordenó preparar un ataque para el día 2 de mayo. Se alistaron seis A-4Q con cuatro bombas MK-82 de 250 kg cada uno, se dejaba uno de reserva y el último como avión cisterna. Sin embargo, el viento en el océano se volvió casi nulo, y dada la distancia de los blancos, se tuvo que aligerar el peso de los aviones quitándoles bombas para poder despegar, volviendo a las posibilidades de éxito mínimas, por lo que se canceló la operación.

### Las operaciones desde tierra
El 2 de mayo se produjo el hundimiento del crucero ARA General Belgrano. Al día siguiente la Fuerza de Tareas 79 comenzó a replegarse, por lo que la Escuadrilla disminuyó la cantidad de aviones alistados. Entre el 4 y 8 de mayo mantuvieron una sola sección ILC en condiciones de salir. A continuación, el 9 de mayo, los ocho Skyhawk aterrizaron en la Base Aeronaval Comandante Espora. El 14 de mayo la unidad estaba en la Base Aeronaval Almirante Quijada de Río Grande por orden del COAN.
A partir del 14 de mayo se alistaron cuatro aviones para operaciones de ataque con cuatro bombas Mk-82 Snakeye y dos tanques de combustible externos de 1140 litros de capacidad. A partir del 15 de mayo, se organizó una división de seis aviones para cumplir misiones, un avión de reserva y el otro para reabastecimiento en vuelo pues se iba a operar en el límite del radio de acción. Se conformaron dos divisiones:
- 1.ª División:
  - Capitán de corbeta Rodolfo Castro Fox
  - Teniente de corbeta Félix Medici
  - Teniente de navío Marco Benítez
  - Capitán de corbeta Carlos Zubizarreta
  - Teniente de navío Alejandro Olmedo
  - Teniente de navío Carlos Oliveira
- 2.ª División:
  - Capitán de corbeta Alberto Philippi
  - Teniente de fragata Marcelo Márquez
  - Teniente de navío José Arca
  - Teniente de navío Benito Rotolo
  - Teniente de navío Carlos Lecour
  - Teniente de navío Roberto Sylvester

El día 18 de mayo en un incidente durante la puesta en marcha, se averió el tanque de reaprovisionamiento en vuelo del A-4, por lo que la Escuadrilla se vio obligada a operar sin ese valioso sistema.

#### Ataque a la fragata Ardent

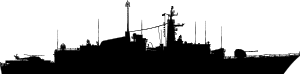
Perfil de la fragata Tipo 21

El 21 de mayo empezó el desembarco británico, llamado Operación Sutton, en la bahía San Carlos. A las 10:00 horas despegó la 1.ª División para atacar a los buques posicionados en el estrecho de San Carlos.
El líder, Castro Fox y sublíder, Zubizarreta, tenían los aviones equipados con los dos únicos equipos de navegación VLF la unidad. Ambos equipos funcionaron incorrectamente y llevaron a los aviadores a puntos errados de las islas. Buscaron blancos durante 15 minutos y volvieron a la Base a las 12:10 horas.
Durante la tarde, el COAN ordenó otra operación. Como se estaban reparando los VLF, el comandante de la Escuadrilla decidió que salieran dos secciones de tres aviones cada una, armados con cuatro MK-82 cada uno. La 2.ª división se constituyó por la 1.ª sección, compuesta por Philippi, Márquez y Arca, quienes despegaron a las 14:10. La 2.ª División, ya con VLF reparado, e integrada por Rotolo, Lecour y Sylvester, decoló a las 14:25.
Durante la mañana habían empezado los ataques de la Fuerza Aérea Argentina a los buques ubicados en el estrecho de San Carlos. La fragata clase Amazon HMS Ardent, comandada por el capitán de fragata Alan West, se encontraba en la bahía de Ruiz Puente. El lanzador de misiles Sea Cat, el helicóptero Sea Lynx y el hangar habían quedado fuera de servicio. El cañón de 114 mm no tenía capacidad de amunicionamiento. Aun así, podía navegar a máxima velocidad sin problemas. Toda esta información fue suministrada a la primera sección que entraba por el sur del estrecho.
Al comandante de la Ardent se le ordenó poner rumbo noroeste, para ser protegido por otros buques que estaban en la bahía San Carlos.
La 1.ª sección sobrevoló rasante la costa oeste de la isla Soledad en sentido norte. Al llegar a la bahía de Ruiz Puente, encontraron a la Ardent. Lanzaron sus bombas MK-82 Snakeye en reguero. Philippi y Arca acertaron con una bomba en la popa cada uno. Este ataque dañó severamente la fragata Ardent, esta se escoró, se incendió y perdió el timón de dirección. Murieron 22 tripulantes. Finalmente, después de unas horas, se hundió.
El teniente comandante Nigel Ward, quien estaba haciendo una patrulla aérea de combate sobre la costa este de la isla Gran Malvina vio a los Skyhawk argentinos aproximándose a la fragata. A continuación avisó a su buque de control, la fragata HMS Brilliant y a las otras PAC que estaban en la zona. Posteriormente, el teniente de navío Morell y 1.er teniente Leeming, pilotando sus Sea Harriers, derribaron los A-4Q de Philippi (eyectado e ileso) y Márquez (fallecido). Arca se eyectó de su gravemente averiado avión sobre las inmediaciones de Puerto Argentino, luego fue rescatado.

#### Segundo ataque en San Carlos
La 2.ª sección se compuso por Rotolo, Lecour y Sylvester. Atacó una fragata clase Amazon en la bahía San Carlos, esquivando la defensa antiaérea de otros tres buques. Se confirmó que se trató de la fragata HMS Ardent.

#### Ataque a puerto San Carlos
La 2.ª División realizó un ataque en puerto San Carlos el 23 de mayo. Fue llevada a cabo por el capitán de corbeta Castro Fox, teniente de navío Benítez, capitán de corbeta Zubizarreta y teniente de navío Oliveira. Efectuaron reabastecimiento en vuelo. Oliveira no pudo transferir combustible a los tanques que penden de las alas, por lo que regresó al continente.
El teniente de navío Marco A. Benítez describió al día: «la meteorología en el lugar era muy buena y brillaba el sol, el agua se veía muy oscura y calma». Distinguió cuatro buques británicos, dos eran un destructor clase County y una fragata clase Amazon. Sobrevolaron la costa oeste de la Gran Malvina desde el sur de la isla, en sentido norte. Al llegar a la bahía 9 de Julio viraron a su derecha, es decir hacia el este, en dirección a la zona donde estaban los blancos. Tiran sus bombas mientras les disparaban misiles y artillería antiaérea. Regresan por el mismo camino descrito anteriormente, pero en sentido contrario, en dirección a la Base de Río Grande. El capitán de corbeta Carlos M. Zubizarreta murió al eyectarse en una salida de pista ocasionada por el peso del armamento que no pudo lanzar.

### Después de la guerra de las Malvinas
Al terminar la guerra, los aviones estaban muy desgastados y sólo tres estaban en condiciones para volar, la 3.ª Escuadrilla Aeronaval de Caza y Ataque cesó su actividad en 1986 y se transfirieron a los Skyhawk a la 2.ª Escuadrilla Aeronaval de Caza y Ataque; en 1987 solo dos A4-Q se hallaban operativos (el 3-A-302 y el 3-A-309). Finalmente se dispuso la baja de los A-4 el 25 de febrero de 1988, después de 15 años de servicio, 2500 anavizajes y 21.034 horas de vuelo. El último de los A4-Q operativos fue el A4-Q fue el de matrícula 3-A-302, el cual en febrero de 1988 hizo su vuelo final, despegando desde la Base Aeronaval Comandante Espora hasta su destino final, el Aeroparque de la Ciudad de Buenos Aires, para que fuera utilizado como material instructivo en la Escuela de Mecánica de la Armada (E.S.M.A.). 
En reconocimiento a la unidad, fuselajes de A4-Q se hallan en pedestales de la Sede del Estado Mayor General de la Armada (Edificio Libertad), como así también en la Base Naval Puerto Belgrano, el Museo Aeronaval (B.A.N. Comandante Espora), el Museo Naval de la Nación (Tigre), y el Aeroclub Mar del Plata (de donde procedia el teniente de fragata Marcelo Marquez, fallecido el 21 de mayo durante el combate en el Estrecho de San Carlos).